# Andrés Aranda
Andrés Aranda Gutiérrez (Lora del Río, 7 de agosto de 1905-Sevilla, 10 de marzo de 1965) fue futbolista español, jugador de primera división con el Real Betis Balompié y entrenador del Betis y del Recreativo de Huelva.
Nació en la localidad sevillana de Lora del Río, el 27 de julio de 1905. Empezó su carrera como jugador en el Real Betis en 1921, manteniéndose de forma ininterrumpida hasta la temporada 1933-34, siendo uno de los más destacados del equipo durante esos años, en los que logró el campeonato de Andalucía de 1928 y alcanzó en 1931 la final de la Copa de España contra el Athletic Club. Fue un jugador muy polivalente, que cubrió casi todos los puestos dentro del campo, empezando su carrera como defensa, pasando después a jugar de interior por las dos bandas, llegando incluso a jugar de portero, caracterizándose siempre por una gran entrega. 
En 1934, casi inmediatamente después de abandonar el fútbol activo se incorporó como técnico de los juveniles béticos. En los inicios de la temporada de 1935/36, asumió la dirección del primer equipo durante el campeonato regional, así como en la liga, para sustituir al irlandés Patrick O'Connell tras su marcha al Fútbol Club Barcelona y tras haber fracasado el inglés Charles Slade. Dirigió de nuevo el equipo bético al acabar la guerra civil, tanto en el Campeonato de Andalucía, en el que logró el subcampeonato, como en la Liga 1939-40 en la que no pudo evitar el descenso a la Segunda División, con una plantilla desmembrada por la guerra. 
Recibió un homenaje del Real Betis el 8 de septiembre de 1940. Posteriormente fue de nuevo entrenador de este equipo en las temporadas 1943-1944, volviendo en la 44-45 y 45-46, siendo también su preparador en el periodo 1949 a 51, en tercera división. También durante este periodo fue entrenador del Recreativo de Huelva (1948-49 y 1954-55), Extremadura de Almendralejo (1952-53) y Ayamonte (1959-60).
A partir de 1960, con la llegada de Benito Villamarín a la presidencia del Betis, se reincorporó al organigrama técnico del equipo bético. En marzo de 1965 fue nombrado entrenador del primer equipo para reemplazar a Rosendo Hernández, que a su vez había sustituido esa misma temporada al francés Luis Hon. Falleció de forma repentina el 10 de marzo de ese año durante una concentración del equipo bético que preparaba el partido de liga contra el Real Zaragoza.